# Élections municipales de 2021 dans La Haute-Yamaska
 (signalé en août 2025).
Si vous disposez d'ouvrages ou d'articles de référence ou si vous connaissez des sites web de qualité traitant du thème abordé ici, merci de compléter l'article en donnant les références utiles à sa vérifiabilité et en les liant à la section « Notes et références ».
- Archive Wikiwix
- Bing
- Cairn
- DuckDuckGo
- E. Universalis
- Gallica
- Google
- G. Books
- G. News
- G. Scholar
- Persée
- Qwant
- (zh) Baidu
- (ru) Yandex
- (wd) trouver des œuvres sur Wikidata

Cet article concerne les élections municipales de 2021 en Estrie dans la municipalité régionale de comté de La Haute-Yamaska.

## Granby
|             | Élection (2017) | Dissolution (2021) | Élection (2021) |
| Maire       | Pascal Bonin | Pascal Bonin | Julie Bourdon |
| Conseillers | Stéphane Giard Jean-Luc Nappert Julie Bourdon Jocelyn Dupuis Alain Lacasse Denyse Tremblay Robert Riel Eric Duchesneau Robert Vincent Catherine Baudin | Stéphane Giard Jean-Luc Nappert Julie Bourdon Jocelyn Dupuis Alain Lacasse Denyse Tremblay Robert Riel Eric Duchesneau Robert Vincent Catherine Baudin | Stéphane Giard Paul Goulet François Lemay Geneviève Rheault Alain Lacasse Denyse Tremblay Robert Riel Félix Dionne Robert Vincent Catherine Baudin |

| Taux de participation :                | Taux de participation :                | Taux de participation :                | Taux de participation :                | Taux de participation :                | 41,4 % |
| Nombre de votes valides :              | Nombre de votes valides :              | Nombre de votes valides :              | Nombre de votes valides :              | Nombre de votes valides :              | 22 493 |
| Nombre de votes rejetées à la mairie : | Nombre de votes rejetées à la mairie : | Nombre de votes rejetées à la mairie : | Nombre de votes rejetées à la mairie : | Nombre de votes rejetées à la mairie : | 125    |
| Nombre d'électeurs inscrits :          | Nombre d'électeurs inscrits :          | Nombre d'électeurs inscrits :          | Nombre d'électeurs inscrits :          | Nombre d'électeurs inscrits :          | 54 615 |

| Candidats pour la mairie                  | Vote   | %     |
| ----------------------------------------- | ------ | ----- |
| Julie Bourdon (Sortante d'un autre poste) | 14 421 | 64,11 |
| Michel Duchesneau                         | 4 300  | 19,12 |
| Jocelyn Dupuis (Sortant d'un autre poste) | 3 576  | 15,90 |
| Jaouad El Kaabi                           | 196    | 0,87  |

| Candidats district #1    | Vote  | %     |
| ------------------------ | ----- | ----- |
| Stéphane Giard (Sortant) | 1 714 | 82,64 |
| Salah Chraiet            | 360   | 17,36 |

| Candidats district #2 | Vote  | %     |
| --------------------- | ----- | ----- |
| Paul Goulet           | 1 950 | 63,48 |
| Penny Lamarre         | 1 122 | 36,52 |

| Candidats district #3 | Vote  | %     |
| --------------------- | ----- | ----- |
| François Lemay        | 1 523 | 55,04 |
| Liette Senay          | 1 244 | 44,96 |

| Candidats district #4 | Vote  | %     |
| --------------------- | ----- | ----- |
| Geneviève Rheault     | 1 587 | 62,33 |
| Pierre Lavoie         | 959   | 37,67 |

| Candidats district #5   | Vote | %     |
| ----------------------- | ---- | ----- |
| Alain Lacasse (Sortant) | 932  | 43,19 |
| Robert Régimbald        | 920  | 42,63 |
| Francis Komedza         | 306  | 14,18 |

| Candidats district #6      | Vote | %     |
| -------------------------- | ---- | ----- |
| Denyse Tremblay (Sortante) | 684  | 34,67 |
| Alysson Gince              | 553  | 28,03 |
| Bruno Junior St-Amand      | 430  | 21,79 |
| Guy Veilleux               | 306  | 15,51 |

| Candidats district #7 | Vote  | %     |
| --------------------- | ----- | ----- |
| Robert Riel (Sortant) | 1 019 | 63,53 |
| Mario Brouillette     | 388   | 24,19 |
| Mario Rochefort       | 197   | 12,28 |

| Candidats district #8 | Vote | %     |
| --------------------- | ---- | ----- |
| Félix Dionne          | 729  | 42,56 |
| Thérèse Desloges      | 359  | 20,96 |
| Normand Robillard     | 341  | 19,91 |
| Faustin Mugisha       | 104  | 6,07  |
| Alain Turcotte        | 92   | 5,37  |
| Edgar Villamarin      | 88   | 5,14  |

| Candidats district #9     | Vote | %     |
| ------------------------- | ---- | ----- |
| Robert Vincent (Sortante) | 976  | 49,02 |
| Stéphane Pollender        | 628  | 31,54 |
| Francis Couture           | 387  | 19,44 |

| Candidats district #10      | Vote            | %               |
| --------------------------- | --------------- | --------------- |
| Catherine Baudin (Sortante) | Sans opposition | Sans opposition |

## Roxton Pond
|             | Élection (2017)                                                                                     | Dissolution (2021)                                                                       | Élection (2021)                                                                                   |
| Maire       | Pierre Fontaine                                                                                     | Pierre Fontaine                                                                          | Pierre Fontaine                                                                                   |
| Conseillers | André Côté Christiane Choinière Serge Bouchard Pascal Lamontagne Sylvain Hainault Philippe Brasseur | André Côté Christiane Choinière Serge Bouchard Pascal Lamontagne Sylvain Hainault Vacant | André Côté Christiane Choinière Serge Bouchard Pascal Lamontagne Sylvain Hainault Nathalie Simard |

| Candidats pour la mairie  | Vote            | %               |
| ------------------------- | --------------- | --------------- |
| Pierre Fontaine (Sortant) | Sans opposition | Sans opposition |

| Candidats district #1 | Vote            | %               |
| --------------------- | --------------- | --------------- |
| Alain Côté (Sortant)  | Sans opposition | Sans opposition |

| Candidats district #2           | Vote            | %               |
| ------------------------------- | --------------- | --------------- |
| Christiane Choinière (Sortante) | Sans opposition | Sans opposition |

| Candidats district #3    | Vote            | %               |
| ------------------------ | --------------- | --------------- |
| Serge Bouchard (Sortant) | Sans opposition | Sans opposition |

| Candidats district #4       | Vote            | %               |
| --------------------------- | --------------- | --------------- |
| Pascal Lamontagne (Sortant) | Sans opposition | Sans opposition |

| Candidats district #5      | Vote | %     |
| -------------------------- | ---- | ----- |
| Sylvain Hainault (Sortant) | 157  | 85,79 |
| Benoit Chagnon             | 26   | 14,21 |

| Candidats district #6 | Vote | %     |
| --------------------- | ---- | ----- |
| Nathalie Simard       | 168  | 65,88 |
| Jonathan Lavallée     | 44   | 17,25 |
| Daniel Renaud         | 43   | 16,86 |

## Saint-Alphonse-de-Granby
|             | Élection (2017)                                                                                  | Dissolution (2021)                                                       | Élection (2021)                                                                               |
| Maire       | Marcel Gaudreau                                                                                  | Marcel Gaudreau                                                          | Marcel Gaudreau                                                                               |
| Conseillers | François Vadnais Happi Keundjeu Nathalie Gauvin Bertrand Dubé Suzanne Choinière Alexandre Picard | François Vadnais Vacant Bertrand Dubé Suzanne Choinière Alexandre Picard | François Vadnais Gilbert Cabana Benoît Isaia Bertrand Dubé Suzanne Choinière Alexandre Picard |

| Candidats pour la mairie  | Vote            | %               |
| ------------------------- | --------------- | --------------- |
| Marcel Gaudreau (Sortant) | Sans opposition | Sans opposition |

| Candidats conseiller #1    | Vote            | %               |
| -------------------------- | --------------- | --------------- |
| François Vadnais (Sortant) | Sans opposition | Sans opposition |

| Candidats conseiller #2 | Vote            | %               |
| ----------------------- | --------------- | --------------- |
| Gilbert Cabana          | Sans opposition | Sans opposition |

| Candidats conseiller #3 | Vote            | %               |
| ----------------------- | --------------- | --------------- |
| Benoît Isaia            | Sans opposition | Sans opposition |

| Candidats conseiller #4 | Vote            | %               |
| ----------------------- | --------------- | --------------- |
| Bertrand Dubé (Sortant) | Sans opposition | Sans opposition |

| Candidats conseiller #5      | Vote            | %               |
| ---------------------------- | --------------- | --------------- |
| Suzanne Choinière (Sortante) | Sans opposition | Sans opposition |

| Candidats conseiller #4    | Vote            | %               |
| -------------------------- | --------------- | --------------- |
| Alexandre Picard (Sortant) | Sans opposition | Sans opposition |

## Saint-Joachim-de-Shefford
|             | Élection (2017)                                                                                                 | Dissolution (2021)                                                                                              | Élection (2021)                                                                                                 |
| Maire       | René Beauregard                                                                                                 | René Beauregard                                                                                                 | René Beauregard                                                                                                 |
| Conseillers | Francine Vallières Juteau Pierre Daigle Sophie Beauregard Christian Marois François Lamoureux Johanne Desabrais | Francine Vallières Juteau Pierre Daigle Sophie Beauregard Christian Marois François Lamoureux Johanne Desabrais | Francine Vallières Juteau Pierre Daigle Sophie Beauregard Christian Marois François Lamoureux Johanne Desabrais |

| Candidats pour la mairie  | Vote            | %               |
| ------------------------- | --------------- | --------------- |
| René Beauregard (Sortant) | Sans opposition | Sans opposition |

| Candidats conseiller #1              | Vote            | %               |
| ------------------------------------ | --------------- | --------------- |
| Francine Vallières Juteau (Sortante) | Sans opposition | Sans opposition |

| Candidats conseiller #2 | Vote            | %               |
| ----------------------- | --------------- | --------------- |
| Pierre Daigle (Sortant) | Sans opposition | Sans opposition |

| Candidats conseiller #3      | Vote            | %               |
| ---------------------------- | --------------- | --------------- |
| Sophie Beauregard (Sortante) | Sans opposition | Sans opposition |

| Candidats conseiller #4    | Vote            | %               |
| -------------------------- | --------------- | --------------- |
| Christian Marois (Sortant) | Sans opposition | Sans opposition |

| Candidats conseiller #5      | Vote            | %               |
| ---------------------------- | --------------- | --------------- |
| François Lamoureux (Sortant) | Sans opposition | Sans opposition |

| Candidats conseiller #6      | Vote | %     |
| ---------------------------- | ---- | ----- |
| Johanne Desabrais (Sortante) | 258  | 79,38 |
| Stacy Paré                   | 67   | 20,62 |

## Sainte-Cécile-de-Milton
|             | Élection (2017)                                                                                       | Dissolution (2021)                                                                                    | Élection (2021)                                                                                       |
| Maire       | Paul Sarrazin                                                                                         | Paul Sarrazin                                                                                         | Paul Sarrazin                                                                                         |
| Conseillers | Ginette Prieur Sylvain Roy Johanna Fehlmann Jacqueline Lussier Meunier Claude Lussier Sylvain Goyette | Ginette Prieur Sylvain Roy Johanna Fehlmann Jacqueline Lussier Meunier Claude Lussier Sylvain Goyette | Ginette Prieur Sylvain Roy Johanna Fehlmann Jacqueline Lussier Meunier Pierre Bernier Sylvain Goyette |

| Candidats pour la mairie | Vote            | %               |
| ------------------------ | --------------- | --------------- |
| Paul Sarrazin (Sortant)  | Sans opposition | Sans opposition |

| Candidats conseiller #1   | Vote            | %               |
| ------------------------- | --------------- | --------------- |
| Ginette Prieur (Sortante) | Sans opposition | Sans opposition |

| Candidats conseiller #2 | Vote            | %               |
| ----------------------- | --------------- | --------------- |
| Sylvain Roy (Sortant)   | Sans opposition | Sans opposition |

| Candidats conseiller #3     | Vote            | %               |
| --------------------------- | --------------- | --------------- |
| Johanna Fehlmann (Sortante) | Sans opposition | Sans opposition |

| Candidats conseiller #4               | Vote            | %               |
| ------------------------------------- | --------------- | --------------- |
| Jacqueline Lussier Meunier (Sortante) | Sans opposition | Sans opposition |

| Candidats conseiller #5 | Vote            | %               |
| ----------------------- | --------------- | --------------- |
| Pierre Bernier          | Sans opposition | Sans opposition |

| Candidats conseiller #6   | Vote            | %               |
| ------------------------- | --------------- | --------------- |
| Sylvain Goyette (Sortant) | Sans opposition | Sans opposition |

## Shefford
|             | Élection (2017)                                                                                    | Dissolution (2021)                                                                       | Élection (2021)                                                                                         |
| Maire       | Éric Chagnon                                                                                       | Éric Chagnon                                                                             | Éric Chagnon                                                                                            |
| Conseillers | Denise Papineau Johanne Boisvert Jérôme Ostiguy Geneviève Perron Francine Langlois Michael Vautour | Denise Papineau Johanne Boisvert Jérôme Ostiguy Vacant Francine Langlois Michael Vautour | Denise Papineau Johanne Boisvert Jean Paul Dutrisac Ernest Beauregard Claude Robitaille Michael Vautour |

| Taux de participation :                | Taux de participation :                | Taux de participation :                | Taux de participation :                | Taux de participation :                | 24,6 % |
| Nombre de votes valides :              | Nombre de votes valides :              | Nombre de votes valides :              | Nombre de votes valides :              | Nombre de votes valides :              | 1 483  |
| Nombre de votes rejetées à la mairie : | Nombre de votes rejetées à la mairie : | Nombre de votes rejetées à la mairie : | Nombre de votes rejetées à la mairie : | Nombre de votes rejetées à la mairie : | 10     |
| Nombre d'électeurs inscrits :          | Nombre d'électeurs inscrits :          | Nombre d'électeurs inscrits :          | Nombre d'électeurs inscrits :          | Nombre d'électeurs inscrits :          | 6 079  |

| Candidats pour la mairie | Vote  | %     |
| ------------------------ | ----- | ----- |
| Éric Chagnon (Sortant)   | 1 123 | 75,72 |
| Brigitte Lepage          | 270   | 18,21 |
| Sylvain Audet            | 90    | 6,07  |

| Candidats conseiller #1   | Vote            | %               |
| ------------------------- | --------------- | --------------- |
| Denise Papineau (Sortant) | Sans opposition | Sans opposition |

| Candidats conseiller #2    | Vote            | %               |
| -------------------------- | --------------- | --------------- |
| Johanne Boisvert (Sortant) | Sans opposition | Sans opposition |

| Candidats conseiller #3 | Vote | %     |
| ----------------------- | ---- | ----- |
| Jean Paul Dutrisac      | 821  | 57,94 |
| Louis-Andrée Frégeau    | 596  | 42,06 |

| Candidats conseiller #4   | Vote | %     |
| ------------------------- | ---- | ----- |
| Ernest Beauregard         | 781  | 53,90 |
| Pierre Carey              | 468  | 32,30 |
| Marcel Sébastien Dallaire | 200  | 13,80 |

| Candidats conseiller #5 | Vote            | %               |
| ----------------------- | --------------- | --------------- |
| Claude Robitaille       | Sans opposition | Sans opposition |

| Candidats conseiller #6   | Vote            | %               |
| ------------------------- | --------------- | --------------- |
| Michael Vautour (Sortant) | Sans opposition | Sans opposition |

## Warden
|             | Élection (2017)                                                                                     | Dissolution (2021)                                                                                  | Élection (2021)                                                                                  |
| Maire       | Philip Tetrault                                                                                     | Philip Tetrault                                                                                     | Philip Tetrault                                                                                  |
| Conseillers | Serge Blanchard Normande Hébert Jean-Claude Beaumont Barbara Talbot Martin Labrecque Daniel Roberge | Serge Blanchard Normande Hébert Jean-Claude Beaumont Barbara Talbot Martin Labrecque Lorrie Wheeler | Serge Blanchard Normande Hébert Guillaume Camille Barbara Talbot Martin Labrecque Bruno Derlorme |

| Candidats pour la mairie  | Vote            | %               |
| ------------------------- | --------------- | --------------- |
| Philip Tetrault (Sortant) | Sans opposition | Sans opposition |

| Candidats conseiller #1   | Vote            | %               |
| ------------------------- | --------------- | --------------- |
| Serge Blanchard (Sortant) | Sans opposition | Sans opposition |

| Candidats conseiller #2    | Vote            | %               |
| -------------------------- | --------------- | --------------- |
| Normande Hébert (Sortante) | Sans opposition | Sans opposition |

| Candidats conseiller #3 | Vote            | %               |
| ----------------------- | --------------- | --------------- |
| Guillaume Camille       | Sans opposition | Sans opposition |

| Candidats conseiller #4   | Vote            | %               |
| ------------------------- | --------------- | --------------- |
| Barbara Talbot (Sortante) | Sans opposition | Sans opposition |

| Candidats conseiller #5    | Vote            | %               |
| -------------------------- | --------------- | --------------- |
| Martin Labrecque (Sortant) | Sans opposition | Sans opposition |

| Candidats conseiller #6 | Vote            | %               |
| ----------------------- | --------------- | --------------- |
| Bruno Delorme           | Sans opposition | Sans opposition |

## Waterloo
|             | Élection (2017)                                                                     | Dissolution (2021)                                                           | Élection (2021)                                                                      |
| Maire       | Jean-Marie Lachapelle                                                               | Jean-Marie Lachapelle                                                        | Jean-Marie Lachapelle                                                                |
| Conseillers | Robert Auclair Louise Côté Normand Morin Sylvain Hamel André Rainville Pierre Brien | Robert Auclair Louise Côté Normand Morin Vacant André Rainville Pierre Brien | Rémi Raymond Louise Côté Pierre Brien Robert Auclair Mélanie Malouin André Rainville |

| Partis | Partis          | Candidats pour la mairie        | Vote            | %               |
| ------ | --------------- | ------------------------------- | --------------- | --------------- |
|        | Avenir Waterloo | Jean-Marie Lachapelle (Sortant) | Sans opposition | Sans opposition |

| Partis | Partis          | Candidats district #1 | Vote            | %               |
| ------ | --------------- | --------------------- | --------------- | --------------- |
|        | Avenir Waterloo | Rémi Raymond          | Sans opposition | Sans opposition |

| Partis | Partis          | Candidats district #2  | Vote            | %               |
| ------ | --------------- | ---------------------- | --------------- | --------------- |
|        | Avenir Waterloo | Louise Côté (Sortante) | Sans opposition | Sans opposition |

| Partis | Partis          | Candidats district #3                   | Vote            | %               |
| ------ | --------------- | --------------------------------------- | --------------- | --------------- |
|        | Avenir Waterloo | Pierre Brien (Sortant d'un autre poste) | Sans opposition | Sans opposition |

| Partis | Partis          | Candidats district #4                     | Vote            | %               |
| ------ | --------------- | ----------------------------------------- | --------------- | --------------- |
|        | Avenir Waterloo | Robert Auclair (Sortant d'un autre poste) | Sans opposition | Sans opposition |

| Partis | Partis          | Candidats district #5 | Vote            | %               |
| ------ | --------------- | --------------------- | --------------- | --------------- |
|        | Avenir Waterloo | Mélanie Malouin       | Sans opposition | Sans opposition |

| Partis | Partis          | Candidats district #6                      | Vote            | %               |
| ------ | --------------- | ------------------------------------------ | --------------- | --------------- |
|        | Avenir Waterloo | André Rainville (Sortant d'un autre poste) | Sans opposition | Sans opposition |